# Matthias Bollwerk

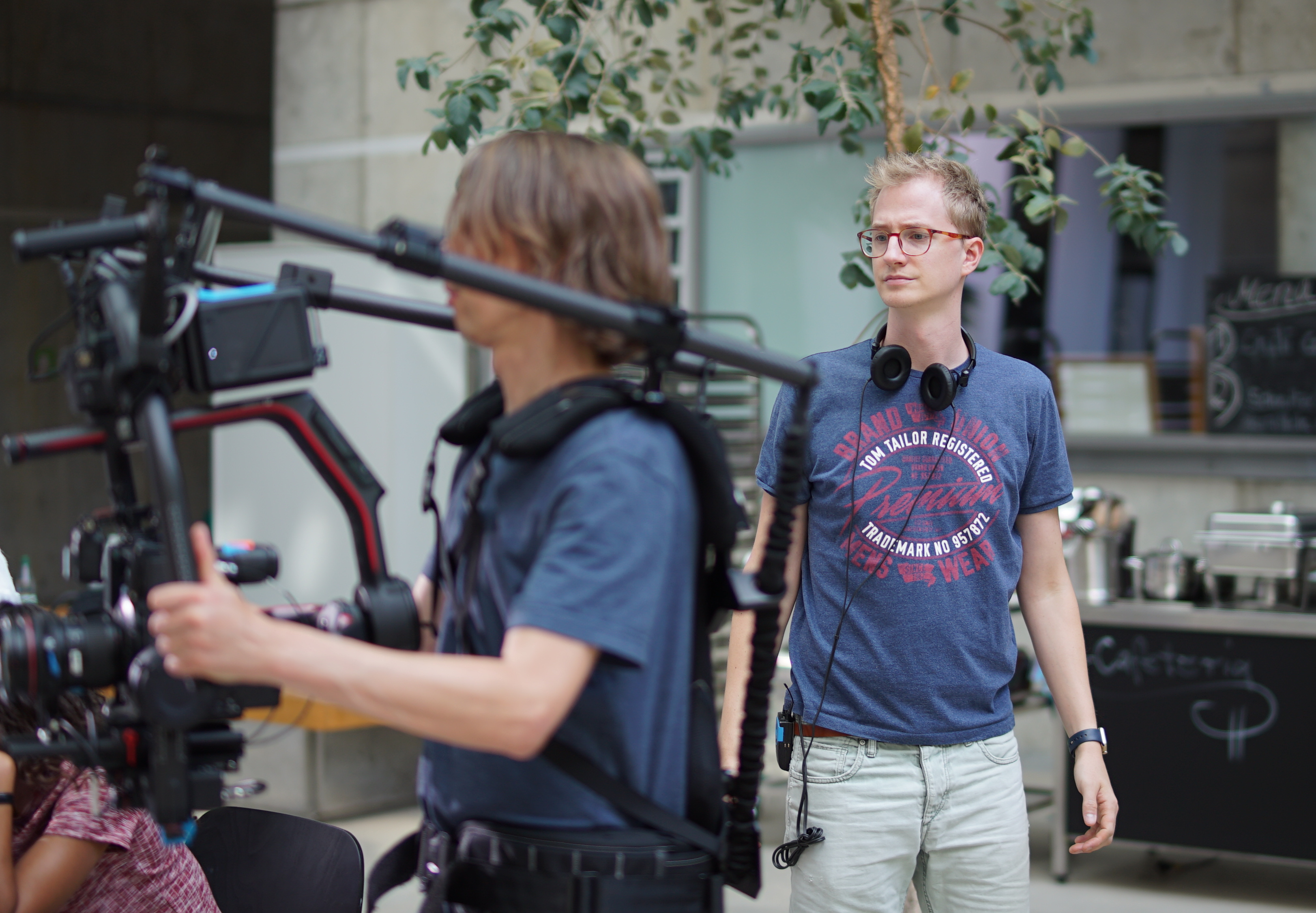
Dreharbeiten für die Nickelodeon-Serie „Spotlight“ - UFA SERIAL DRAMA

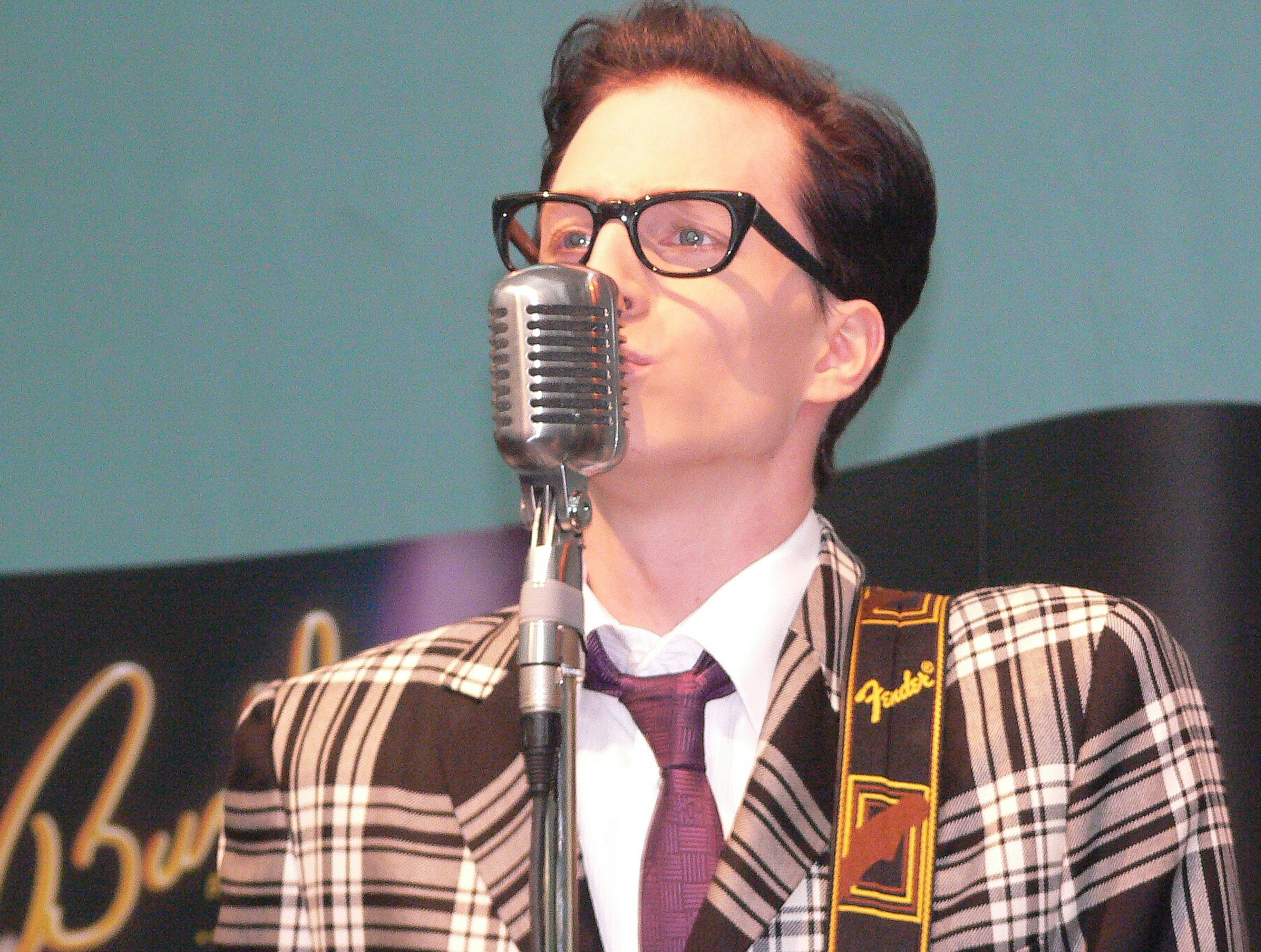
Matthias Bollwerk als Buddy Holly bei einem Promotionauftritt (2010)

Matthias Bollwerk (* 9. November 1986 in Essen) ist deutscher Regisseur, Schauspieler und Autor.

## Werdegang
Bereits mit 11 Jahren stand er mit dem Kinderchor des Aalto-Theaters Essen auf der Bühne. Es folgten kleinere Engagements und Rollen am Aalto-Theater sowie mit weiteren, regionalen Theatergruppen. Ab 2012 war er unter anderem Teil der Cast von Produktionen der Musicals Les Misérables und Jesus Christ Superstar am Theater Lüneburg. Nach seinem Abitur arbeitete Bollwerk eine Zeit lang beim Lüneburger Radiosender ZuSa als Redakteur und Moderator.
Im Sommer 2007 begann er sein Studium an der Hochschule für Musik Carl Maria von Weber Dresden im Fach Gesang (Jazz/Rock/Pop). Zwei Jahre später spielte er im Wiener Ronacher für die VBW „Ernst“ im US-Musical Frühlingserwachen, bevor er als „Buddy Holly“ im gleichnamigen Musical von Stage Entertainment im Colosseum Theater Essen, zusammen mit Dominik Hees die Hauptrolle übernahm. Dort entstand auch das Lied Weltmeister mit Dominik Schwarzer, bei dem er sich für Produktion und Regie verantwortlich zeigte. Von Juni bis August 2011 übernahm er in der Welturaufführung von Die Päpstin – Das Musical die Rolle des Johannes. Sein vorerst letztes Engagement an einer Musicalbühne war die Rolle „Neil“ im Stück Dirty Dancing-Das Original Live on Stage im Metronom Theater Oberhausen.
Während seiner Tätigkeit als Schauspieler an diversen Bühnen begann er parallel seine Arbeit als Regisseur und Filmemacher. Es folgten mehrere Musikvideos, eine Webserie, Image, Promotionfilme und online Werbespots. Gleichzeitig arbeitete er immer noch auch als Schauspieler, nun jedoch mehr vor der Kamera als auf der Bühne. Sein Fernsehdebüt gab er in einer Episodenhauptrolle bei Stubbe - von Fall zu Fall. Es folgten viele weitere Gast- und Episodenrollen in Serien und Filmen wie Notruf Hafenkante, SOKO München, Heiter bis tödlich, Das Paradies in uns, Die Staatsaffäre, Die Dasslers, Extraklasse 2+, diverse Fernsehwerbespots für Müllermilch, sowie die wiederkehrende Hauptrolle „Till“ der RTL Comedyserie Doc meets Dorf.
Heute arbeitet er hauptberuflich als Regisseur, Autor, Konzepter und Schauspieler. Regie führt er unter anderem seit der ersten Staffel bei der erfolgreichen Nickelodeon Jugendfernsehserie Spotlight, bei Branden Entertainment Formaten wie Deine Chemie, bebe #ungeschminkt, o.b. let's do oder bei Webserien wie der Einstein WG für den Schweizer Fernsehsender SRF.
Nebenbei singt Matthias Bollwerk, spielt Gitarre und Klavier, betreibt einen Instagram-Account mit Einblicken in sein Privatleben, sowie einen Youtube-Kanal unter seinem Namen.

## Filmografie (Auswahl)
- 2023: Eine Billion Dollar (Fernsehserie)